# 愛亞
愛亞（1945年—）本名李丌，身分證名周李丌。1945年出生於四川璧山，台灣女作家，曾任皇冠出版社俏雜誌主編，台灣日報兒童版策劃，聯合文學雜誌執行主編及副總編輯。作品以散文為主，愛亞曾獲第26屆吳魯芹散文獎，也有小說（含極短篇）、長篇小說、兒童文學、旅行隨筆等。
作品有包括小說《曾經》，散文集有《喜歡》（曾獲新聞局年度金鼎獎「優良出版品」獎）、《給年輕的你》、《有時星星亮》、《安靜的煙火》等，極短篇《愛亞極短篇》，以及和張曉風、席慕蓉合著的散文集《三弦》，其小說《曾經》曾在1998年由公視翻拍為同名連續劇。
愛亞在1985年時，曾在中國廣播電台「熱門音樂」節目中主持《愛亞信箱》專欄，後來將廣播稿作整理改寫，成為適於發表的短文，在《台灣新生報》副刊、《大眾報》副刊及雜誌《快樂家庭》上刊登，之後也集結在《給年輕的你》、《給成長的你》和《有時星星亮》三本為年輕人所寫的散文中。